# Újvíz
Újvíz (1899-ig Czimenna, szlovákul Cimenná) község Szlovákiában, a Trencséni kerületben, a Báni járásban.

## Fekvése
Bántól 11 km-re nyugatra fekszik.

## Története
A települést 1484-ben „Czymya” alakban említik először. 1598-ban „Czimenna” a neve. Részben a trencsén-báni uradalomhoz tartozott, részben pedig a Surányi, Halácsy és Soky családoké. 1598-ban uradalmi major volt a területén. Szőlőskertjét 1720-ban említik. 1784-ben 11 házában 13 családban 75 lakos élt.
A 18. század végén Vályi András így ír róla: „CZIMENNA. Tót falu Trentsén Vármegyében, földes Ura Gróf Illésházy Uraság, lakosai katolikusok, fekszik Inovetz hegye alatt, Nyitra Vármegyének szomszédságában, Dubovdjel mellett, ’s ennek filiája, erdeje elég, határja termékeny, földgyei a’ hegyek oldalain soványok, ’s ambár legelője, és fájok is van, mind azáltal egyéb fogyatkozásaihoz képest, harmadik Osztálybéli.”
1828-ban 7 háza volt 54 lakossal. Lakói mezőgazdasággal, szőlőtermesztéssel foglalkoztak.
Fényes Elek 1851-ben kiadott geográfiai szótárában így ír a faluról: „Czimena, tót falu, Trencsén vgyében, Nyitra vmegy szélén. Táplál 12 kath., 4 zsidó lak. Erdeje szép, de földje a hegyoldalban sovány. A báni uradalomhoz tartozik.”
A trianoni békéig Trencsén vármegye Báni járásához tartozott.
A második világháború idején lakói csatlakoztak a szlovák nemzeti felkeléshez. 1944. november 29-én a németek a falut kifosztották és felégették, 4 lakost pedig kivégeztek.

## Népessége
| Év:            | 1994. | 2004.   | 2014.    | 2024.   |
| -------------- | ----- | ------- | -------- | ------- |
| Emberek száma: | 84    | 83      | 94       | 100     |
| Eltérés:       |       | -1,19 % | +13,25 % | +6,38 % |

| Év:            | 2023. | 2024.   |
| -------------- | ----- | ------- |
| Emberek száma: | 101   | 100     |
| Eltérés:       |       | -0,99 % |

1910-ben 119, túlnyomórészt szlovák anyanyelvű lakosa volt.
2001-ben 94 szlovák lakosa volt.
2011-ben 93 lakosa volt, mindegyik szlovák.